# Fouillouse (hameau)
Pour les articles homonymes, voir Fouillouse.
 (mars 2015).
Si vous disposez d'ouvrages ou d'articles de référence ou si vous connaissez des sites web de qualité traitant du thème abordé ici, merci de compléter l'article en donnant les références utiles à sa vérifiabilité et en les liant à la section « Notes et références ».

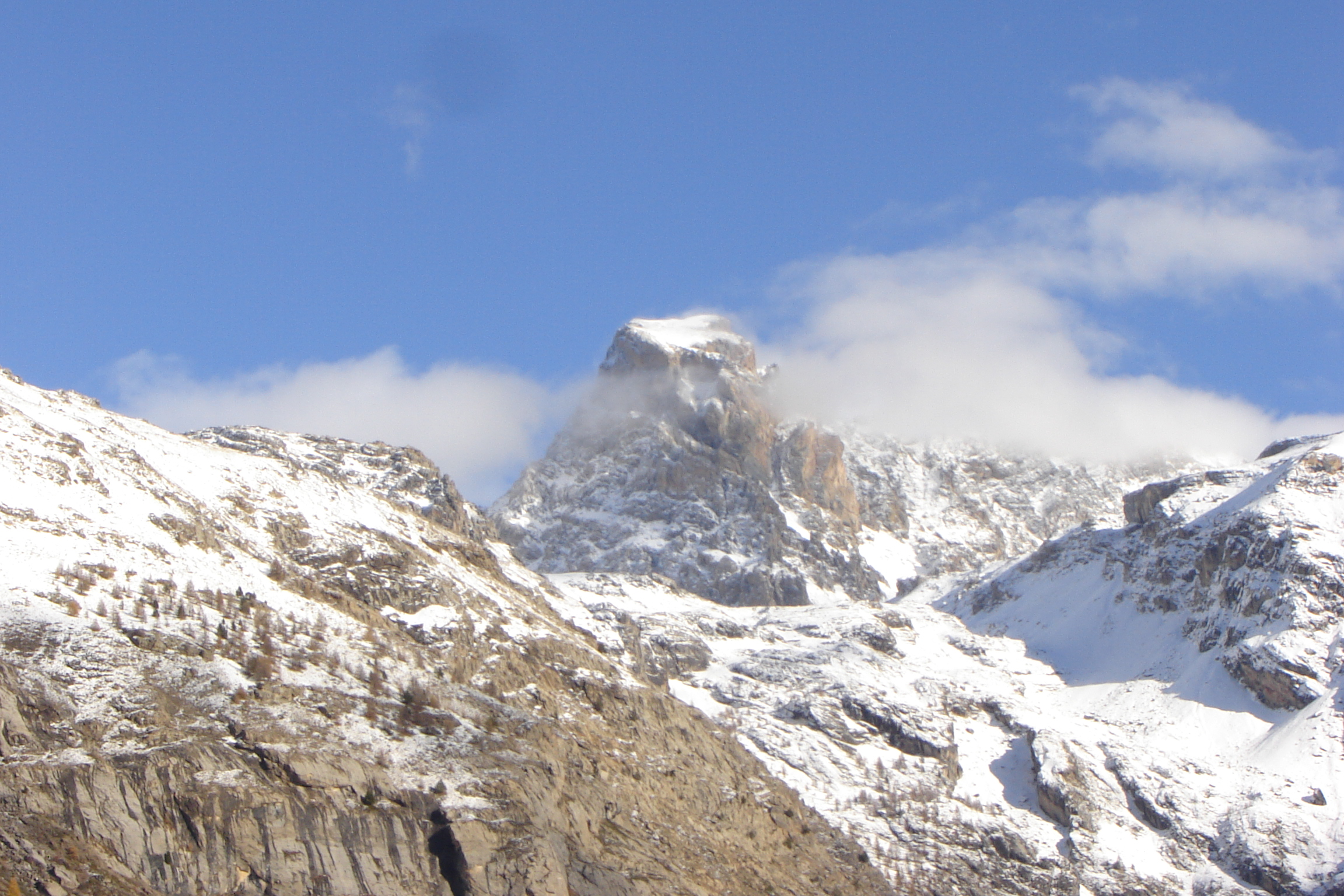
Brec du Chambeyron

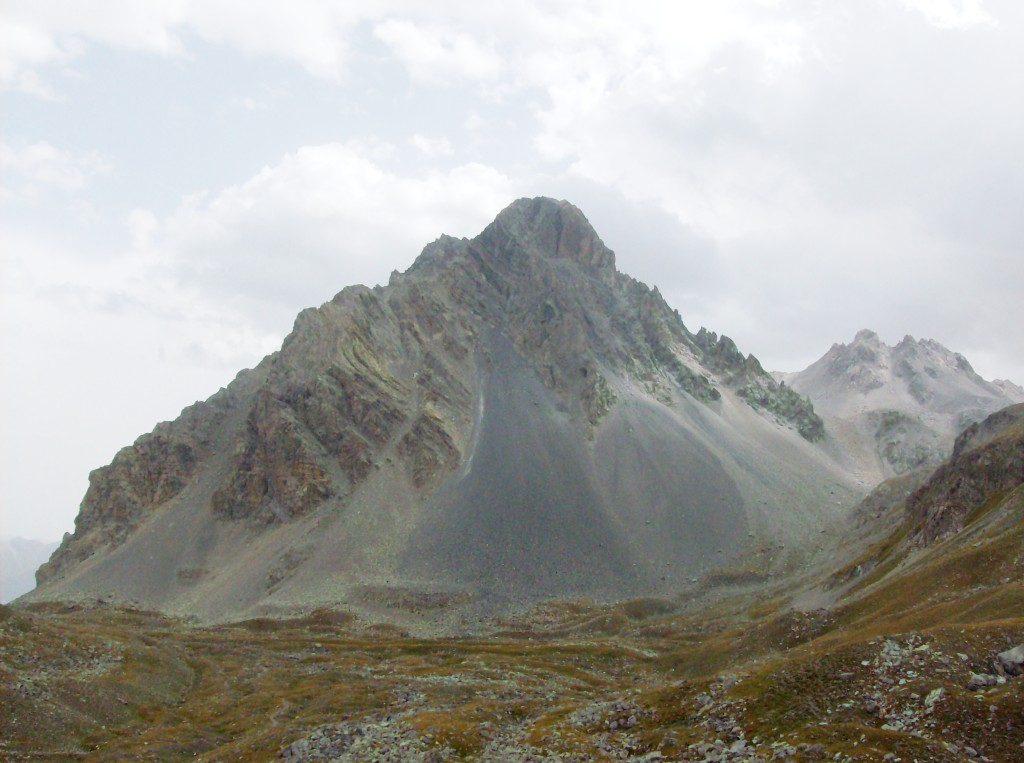
Rocca Bianca et Col de Sautron. Principal passage des ouvriers piémontais au XIXe siècle; mais très difficile.

Fouillouse est un hameau des Alpes-de-Haute-Provence sur la commune de Saint-Paul-sur-Ubaye.
Son accès routier est en cul-de-sac. Il est situé à 1 900 m d'altitude, dans un petit vallon sud-est, drainé par la Baragne. Le village fut très cher à l’abbé Pierre car ses ancêtres en sont originaires. Le cheminement pédestre du vallon de Plate-Lombarde débouche vers deux vallées du Piémont italien (Val Stura et Val Maira). Le village est depuis 1900 un accès fréquenté pour profiter des randonnées d'altitude surtout rayonnant du refuge du Chambeyron. Ce vallon est bien axé aux cheminements principaux de franchissement du massif, il était donc très important de le surveiller (douanes, militaires, gendarmes).
Anciennement, en période estivale, l'accès au Piémont, Stura, par le col de Larche, se faisait aussi par le col de Mirandole (plus ou moins en face de Saint-Paul) et Saint-Ours. Le stationnement de troupes militaires au cours des siècles, sur le vallon, est perceptible. Le hameau est concerné par deux sentiers de grande randonnée GR 5 et GR 6. Pour ce GR 6, le hameau de Fouillouse (2 000 m) en est le tout début. Il y a là aussi plusieurs circuits de randonnées « spécifiques à l'Ubaye ».

## Géographie

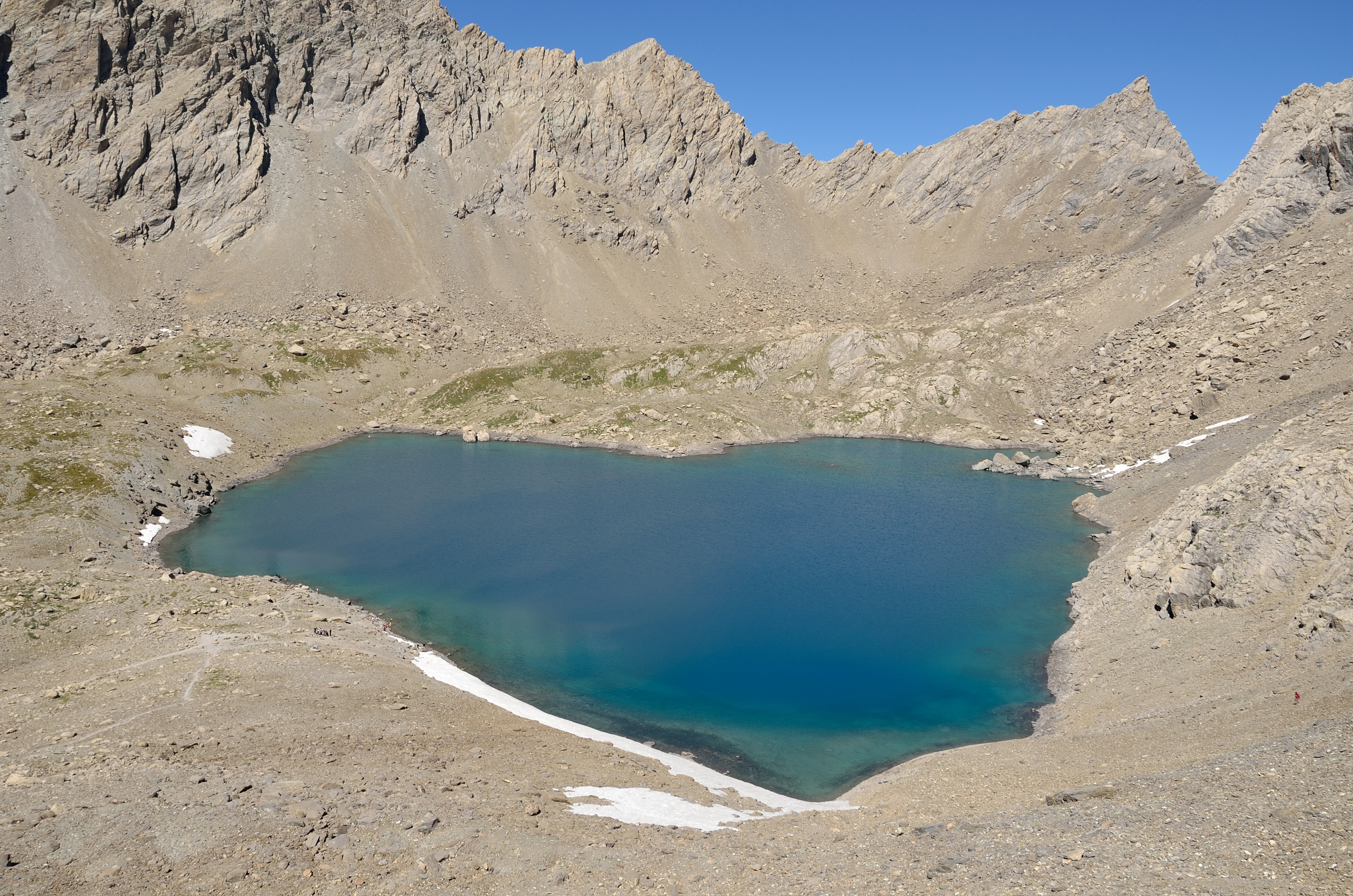
Lac des Neuf Couleurs vu du col de la Gypière

### Accès

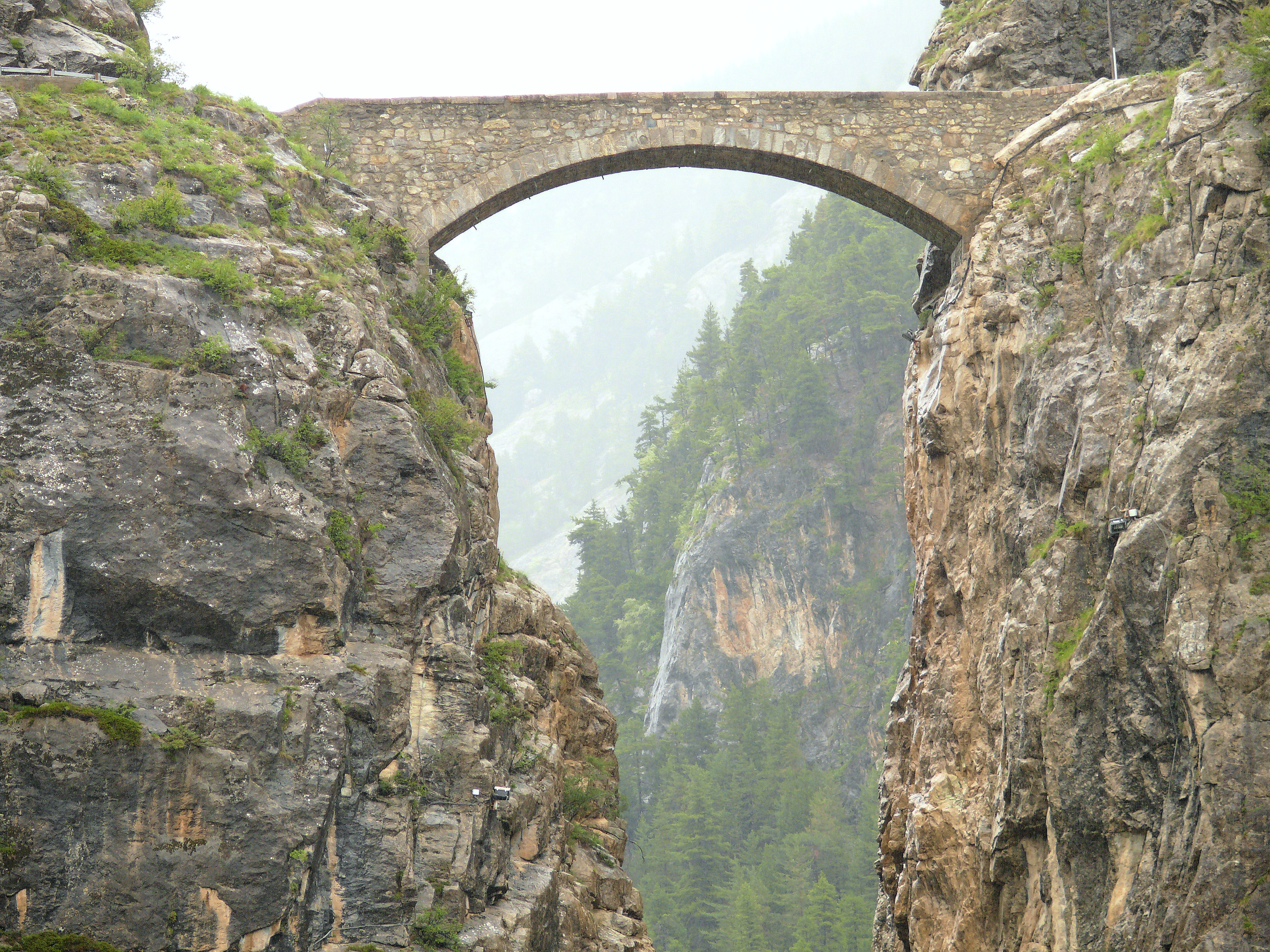
Pont des gorges du Châtelet. 100 m au-dessus de l'eau

Malgré l'impression ancienne qui se dégage de cet accès au village, il se fait depuis seulement 1883 par la route actuelle. En effet, c'est l'importance stratégique du vallon qui a permis le financement de ce tracé très difficile à réaliser et pittoresque. Sa pertinence réside dans son exposition solaire très favorable. Il y a deux ouvrages carrossables impressionnants et renommés, à voie unique : le pont du Châtelet qui traverse une gorge abrupte, surplombant l'Ubaye de plus de 100 mètres et il est suivi juste après d'un petit tunnel tout aussi étroit percé dans une roche très dure dont la longueur est 35 m. Pour valider ce tracé, il fallut aussi imaginer deux lacets dans une pente à la déclivité très marquée.

#### Histoire de l'accès à partir de la vallée
L'ancien accès principal (jusqu'en 1883) du village était seulement muletier et il passait principalement par la rive gauche de la Baragne alors que le village est lui rive droite. C'est donc de l'ubac de Serenne qu'il parvenait sur la rive opposée du village par le chemin qui passe par Prat-Chouvenc (les grands prés d'en face). En effet au long de celui-ci, sur ces prés de fauche restant humides et frais, on y cultivait des choux (ces alignements de culture de choux étaient nommés les choulières). Le village était donc très difficile d'accès en hiver (accessible à ski pendant au minimum 5 mois de l'année comme Maurin). Le point de surveillance principal de cet accès antique s'appelle d'ailleurs Les Vistes. Un sentier bien entretenu en fait d'ailleurs le tour en surplombant le village. Le franchissement de la Baragne devant le village était donc nécessaire pour l'accès. Le pont se trouvait en contrebas de l'église. Il y avait là aussi un moulin dont les traces sont quasi invisibles depuis la crue de 1957, alors qu'il était encore debout à la fin de la dernière guerre[réf. nécessaire]. La première carte d'État-Major de 1956 mentionne deux autres moulins à cet endroit.
L'accès antique secondaire, particulièrement pratique au printemps, empruntait la rive droite de la Baragne en passant par Champ-Rond bas puis plus haut la Meyre de Champ-Rond pour rejoindre ensuite les prés des « Vistes » au-dessus de Fouillouse. C'est le dégel précoce de cette pente, permettant de circuler à pied sec qui rendait cet axe de cheminement essentiel pour rejoindre Serenne.
Les enfants du docteur Groues racontent[réf. nécessaire] qu'un troisième accès vers la vallée, côté amont, était possible. En effet, malgré la grande barre rocheuse à franchir, surplombant le Ravin du Nid de l'aigle, une faille existe permettant de passer (un par un) : le passage (44° 32′ 22,9″ N, 6° 47′ 41″ E) s'appelle le Pertus. En face de Saint-Antoine, une passerelle permettait jusqu'aux environs de 1943 de passer rive gauche[réf. nécessaire]. Ce passage est actuellement déconseillé par l'Office de la chasse dans la mesure où le site est sensible pour la reproduction des aigles[réf. nécessaire].

#### L'accès aujourd'hui

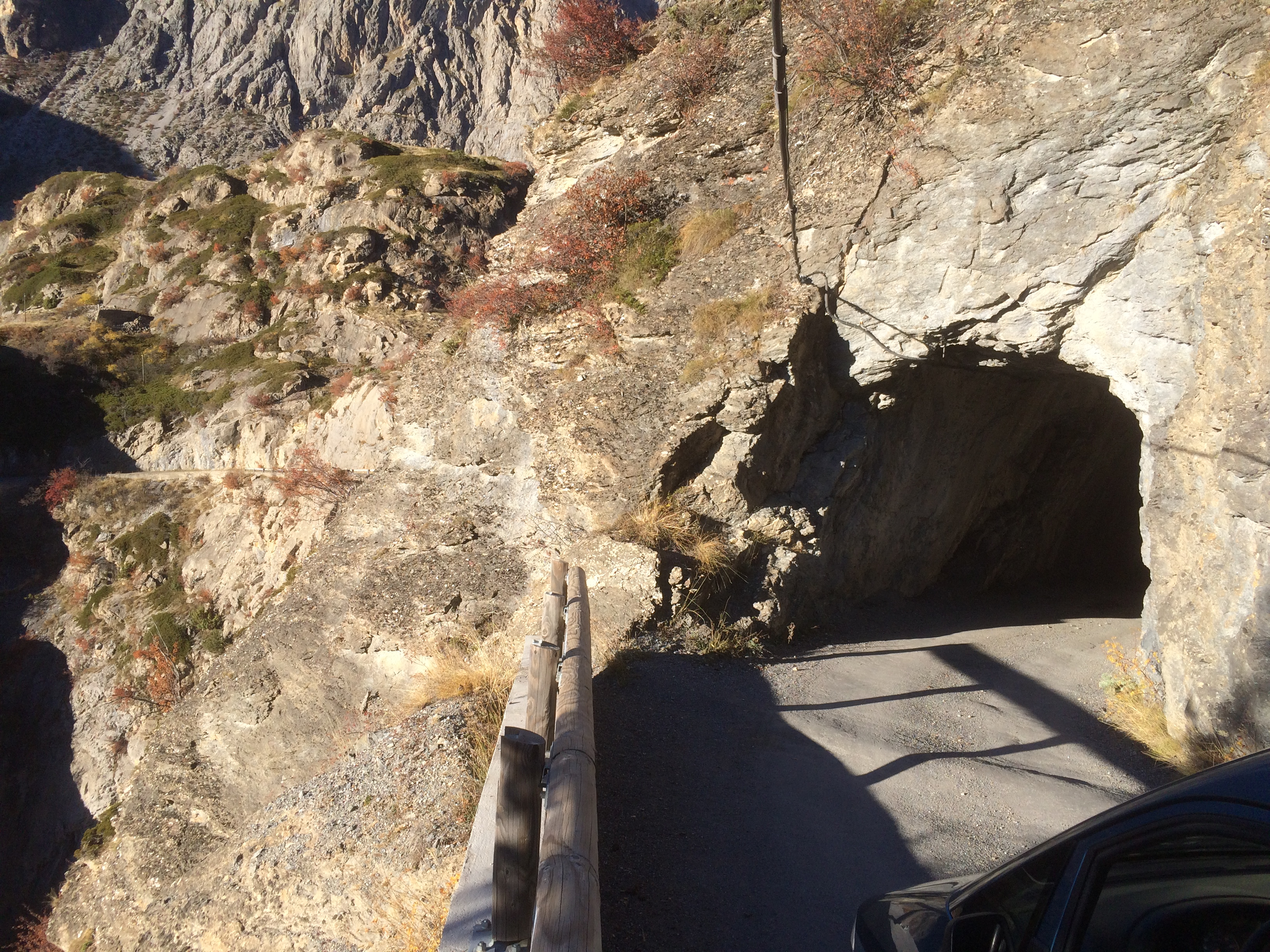
L'entrée amont du tunnel étroit à voie unique

Il s'agit d'une route de montagne délicate à voie unique : sur un quart de la voie il n'y a pas de croisement possible. Elle est peu bordée de glissières de sécurité (10 % au plus). Un très gros effort en ce sens va améliorer les conditions car les travaux ont été décidés et financés par la décision No 6 du conseil[Quoi ?] du 23 mars 2016[réf. nécessaire]. Il y a quatre épingles-à-cheveux très serrées. Au cœur de l'hiver, les croisements y sont encore plus problématiques. Depuis 2007, la circulation au cœur du hameau est interdite. Un parking de cent places est disponible 200 m en aval. La route a subi en juin 2015 une réfection approfondie.

### Hydrographie
Le torrent de la Baragne vient du pied ouest du Brec de Chambeyron, alors que l'affluent plus dans l'axe du vallon s'appelle le riou du Vallon.

### Le village

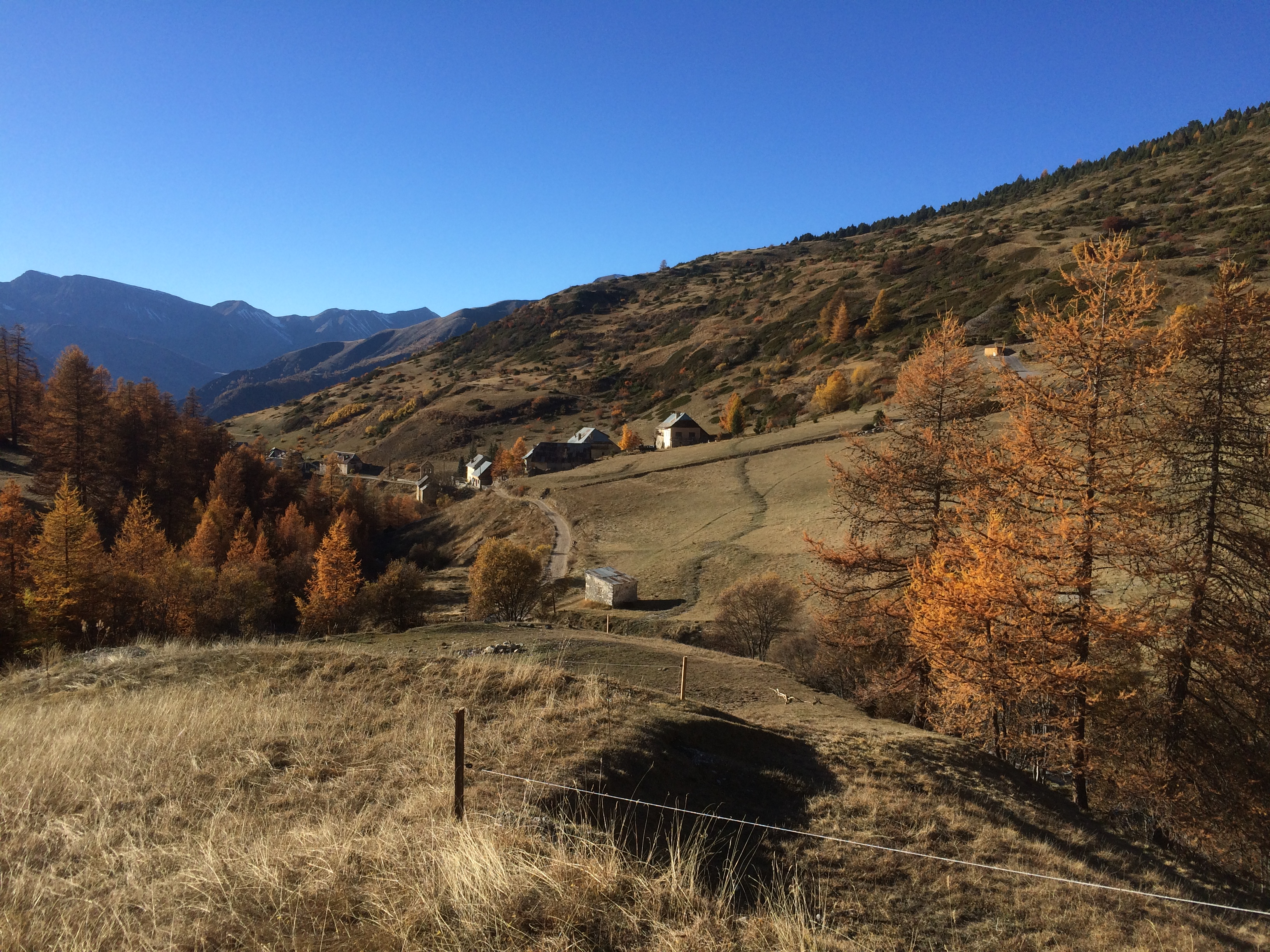
Vue de la partie amont du hameau (Le Sarret) et l'église à partir de l'amont de la confluence de la Baragne

Fouillouse est longiligne, avec trois quartiers, entrecoupés de blancs issus de successives disparitions de maisons causées par des avalanches anciennes :
- en aval, Les-Granges s'étale sur 150 m, suivi sur 60 m de parkings issus de disparitions de maisons ;
- en amont, le quartier La-Rua, clairement désigné ainsi en 1754 sur la carte de Pierre Joseph de Bourcet[réf. nécessaire] ; ce toponyme a disparu sur les nouvelles cartes ;
- encore plus en amont, le quartier du Serret débute avec l'église en s'étalant sur 160 m, séparés de l'aval par une zone avalancheuse de 150 m.

Plus haut un quatrième quartier dit Pontay, aujourd'hui disparu, se situait à 170 m de la dernière maison actuelle la plus haute, autour du pont où se trouve l'ancien abri des Douanes, proche de la confluence. De part et d'autre de la Baragne, les cinq bâtisses resserrées ont disparu, il y a environ 250 ans[source insuffisante]. Il y a un moulin en 1754 qui n'est plus sur la carte de Darçon en 1780[réf. nécessaire].
Dans ces pentes de terrain argilo-calcaire sensible au phénomène lent de glissement du terrain, le bâti souffre et a souffert au cours des siècles.
Nota: Sur les cartes de 1754 anciennement confidentielles, redécouvertes en 2015, dites de Bourcet, chaque hameau semble entouré de palissades (peut-être de simples clôture (comme au hameau Les-Gleizolles. Similairement, on peut observer des clôtures, mais là maçonnées, dessinées en rouge, à la partie aval de Tournoux). Pour l'analyse du toponyme Pontay sans équivoque la racine désigne ce pont éponyme du hameau. La prononciation valéiane dont la racine était Pount avec un ou très court. La terminaison indiquait, selon Michel Meyran, le sens de petit-pont et la graphie est une déformation inattendue de la terminaison habituelle valéiane Pountet dont les deux t était prononcés (pountasse veut dire grand pont, asse augmentatif valéian). L'observation actuelle locale rapide du lieu de Pontay laisse peu d'indices : un four à chaux ruiné, une trentaine de pierres murettées, et la morphologie des deux parties planes en amont semble artificiels. [réf. nécessaire]

### Risques naturels
Avalanches

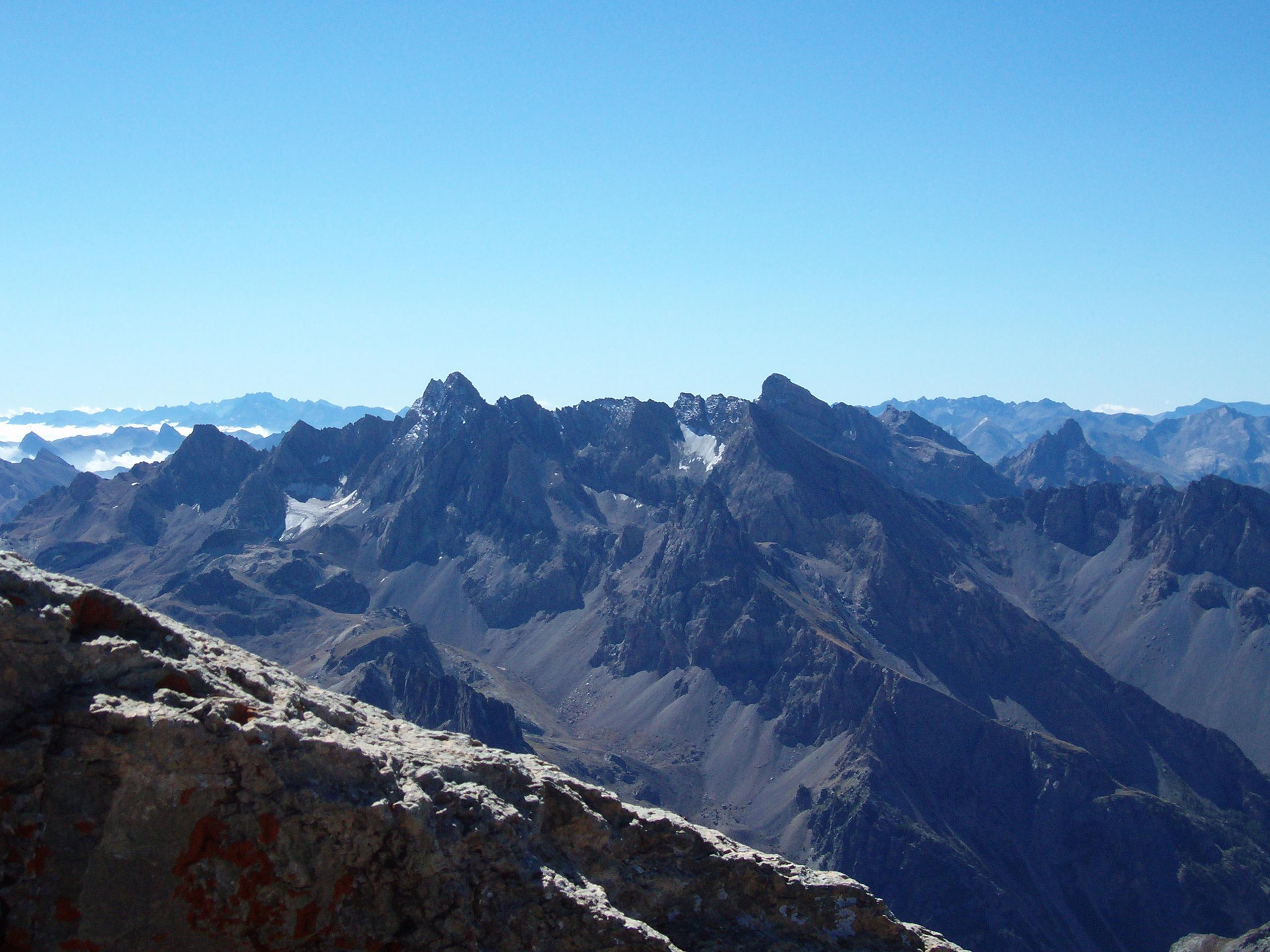
Vue de la face Nord de l'aiguille de Chambeyron (avec les glaciers de Marinet et Chauvet) et du Brec de Chambeyron à l'arrière-plan depuis le pic N. de la Font-Sancte

La dernière synthèse administrative officielle (janvier 2013) rapporte : 
- Le hameau de Fouillouse est concerné par les avalanches (no 77, 78, 80 et 86). En 1706, une avalanche aurait emporté des maisons et fait 18 morts.
- La route d’accès à Fouillouse a déjà été coupée par les avalanches (no 85 et 87).

Le site de l'Association-des-amis-Fouillouse[réf. nécessaire] indique qu'ils supposent que la trouée entre les deux hameaux est liée à cette avalanche de 1706 (18 morts) et indique aussi que le presbytère d'origine s'y serait trouvé détruit.
Chute de pierres
Jean-Marc Bourillon de 1963 (fils de Jean, le guide) raconte qu'avant sa naissance, la maison familiale avait reçu (vers 1950) un énorme bloc. Le choc fut si violent qu'il avait même presque perturbé la stabilité de la maison[réf. nécessaire].
Glissement de terrain
C'est actuellement[Quand ?] le souci majeur des propriétaires des maisons qui sont en amont de l'église. Pour comprendre la très lente modification paysagère de ce patrimoine bâti ancestral menacé, on peut remarquer que la route était parfaitement rectiligne au moment des toutes premières photos du hameau, alors qu'il y a maintenant 4 m d'écart vertical à ce tracé.
Les anciens insistent sur l'entretien des drainages et canaux spécifiques des prés et champs. Danielle Musset et Jean Maurel écrivent en 1986 dans Les habitants de l'Ubaye,: 
- « En surface : pour faire le point regardons les trois grands types, les plus grands, les bélières transportent de l'eau, les irrigations gravitaires répartissant avec soin l'arrosage, ceux amont des prés ou champs les Rasa collectaient les sources et les ruissellements »[6].

## Administration et économie

### Agriculture
Actuellement[Quand ?], il ne reste qu'une activité pastorale par des troupeaux non autochtones qui rapportent donc des revenus de location de pâturage.
Les quartiers d'été (estives) étaient un peu Mirandole, mais surtout le Vallon de Plate-Lombarde et les prés de Pratchouvenc. Vu son altitude, ce hameau n'avait pas comme les autres de la commune de véritables Meyres (granges et bergeries d'estive) mais plutôt des cabanes bergeries.
Fouillouse a, semble-t-il, l'ancien plus haut canal artisanal d'arrosage gravitaire de toute la région[réf. nécessaire]. Depuis environ 1970, il est en désuétude :
- Le plus haut démarrait au-dessus du lac premier, à 2 748 m d'altitude[7].
- Un très long démarrait dans le Vallon de Plate-Lombarde, vers 2 100 m d'altitude pour arroser les prés en face et à niveau du village puis plus bas rive gauche Pra-Chouvenc. Comme tous les quartiers de la commune, les zones agricoles étaient parcourues de très nombreux canaux d'irrigation.

### Vie associative
Associations
- Une association les amis de Fouillouse[8] s'occupe principalement de fédérer les énergies pour préserver l'église qui était au début surtout menacée d'effondrement. Ces travaux sont l'occasion de découverte de fresques anciennes nombreuses.
- Une réunion ouverte, préparatoire à la création d'une association : Travaux à Fouillouse Aménagements, installations et réseaux collectifs (aout 2014) s'est tenue. Les sujets évoqués ont été : Les travaux prévus, programmés par la commune : 1) Réserve incendie, 2) Bassin réservoir du réseau potable, 3) Traitement de l'eau, 4) Réfection de la route aval, 5) Réfection de la voie intérieur et amont. - Les travaux éventuels à venir : 1) Assainissement collectif (certains défendent l'idée que chacun doit se débrouiller), 2) Enfouissement des réseaux secs (téléphone et électricité). 3) Un des points très importants est lié aux problématiques de stabilité des terrains du village, géologie, drainages, sagnes et sources. À suivre...
- L'association SPMS (Saint-Paul Montagne Service : domiciliée à la mairie) qui anime souvent, en toute saison, des sorties, mais aussi réalise de petits aménagements des passages (passerelles) cherche à dynamiser la fréquentation hivernale de trois zones concernant ce hameau (Vallon de Plate-Lombarde + Piste vers Mirandole + Piste d'ubac retour vers Serenne).

#### Pêche

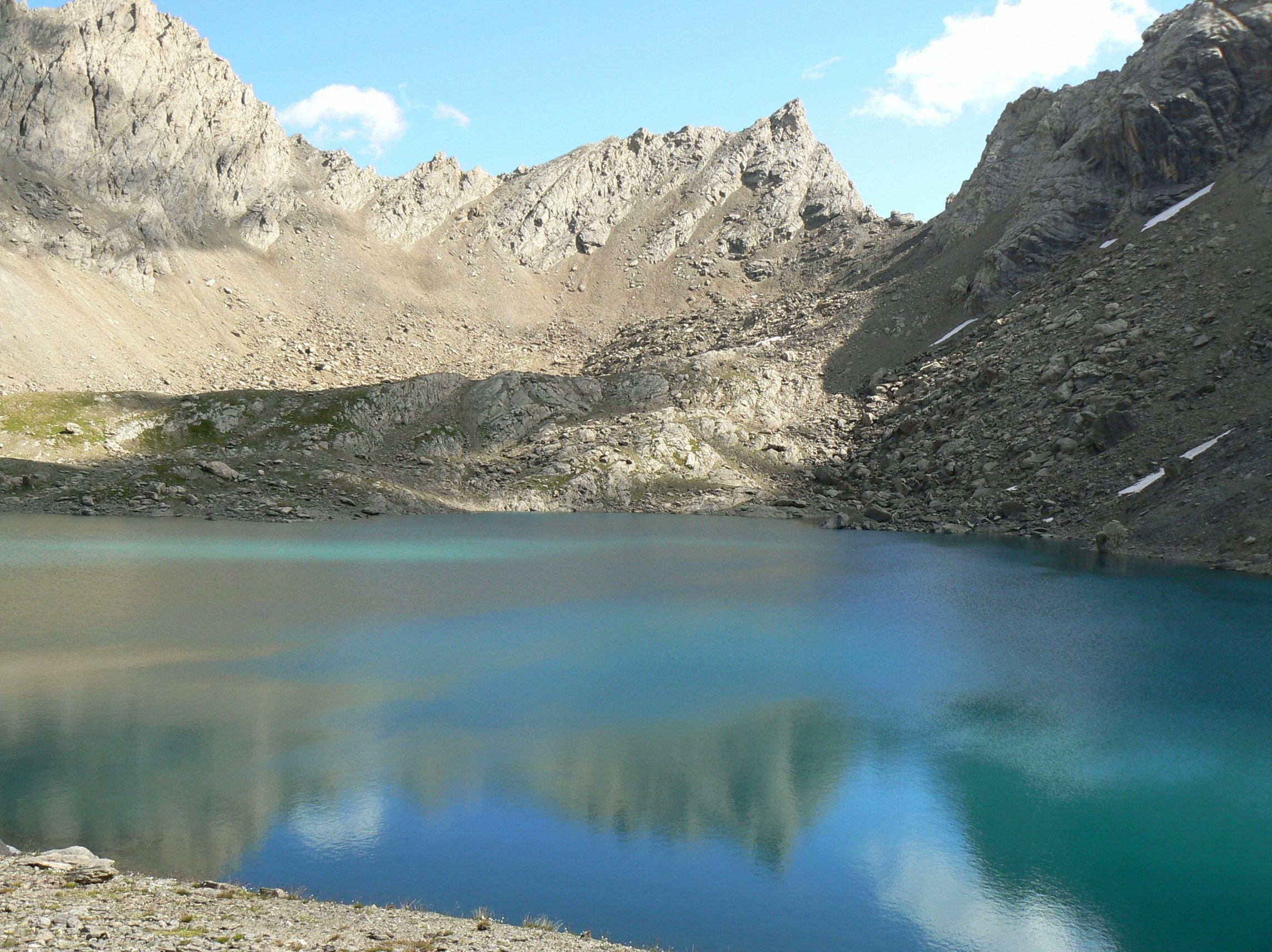
Lac des 9 couleurs

### Loisirs estivaux

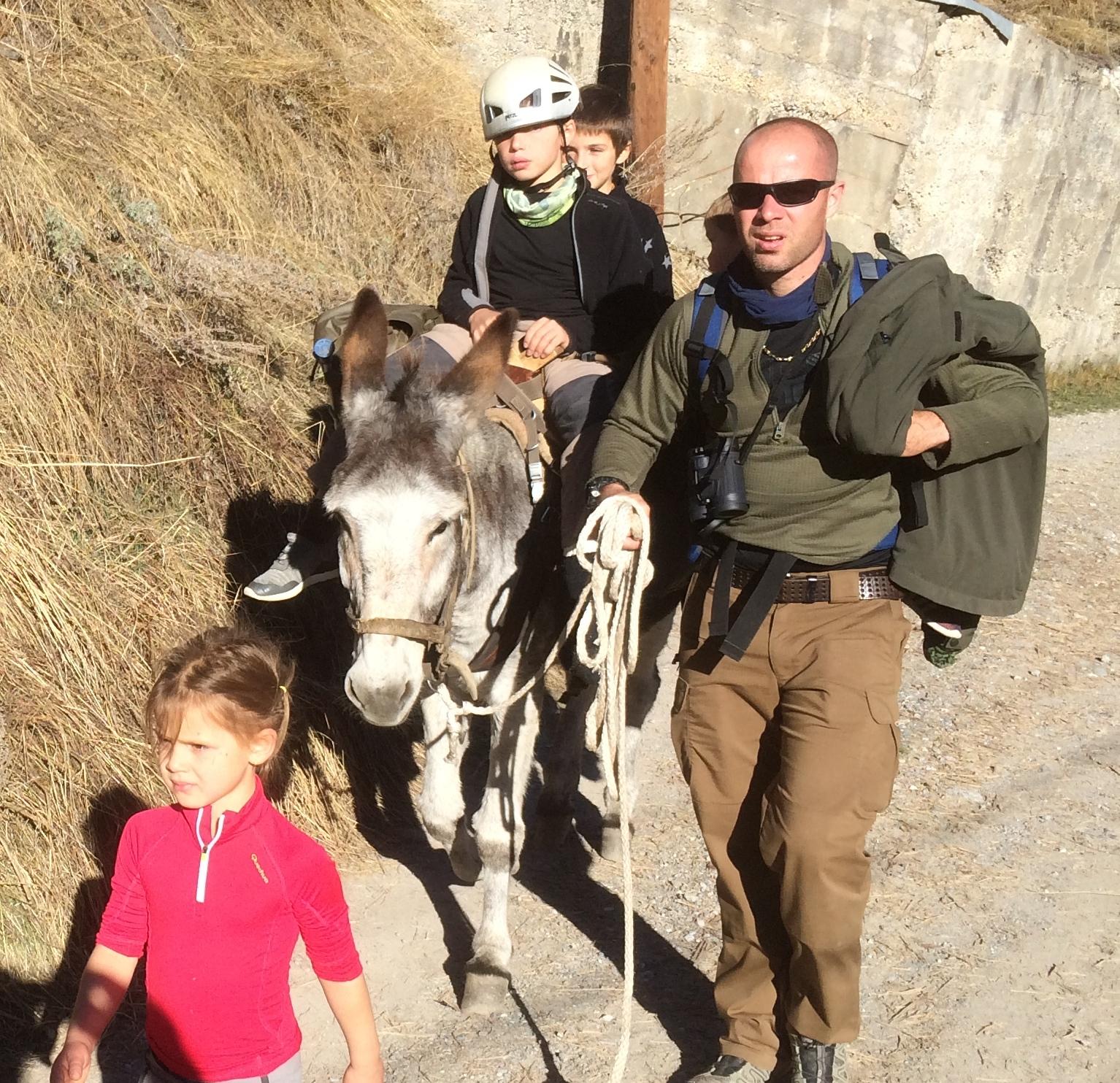
La location d'âne est aisée sur place

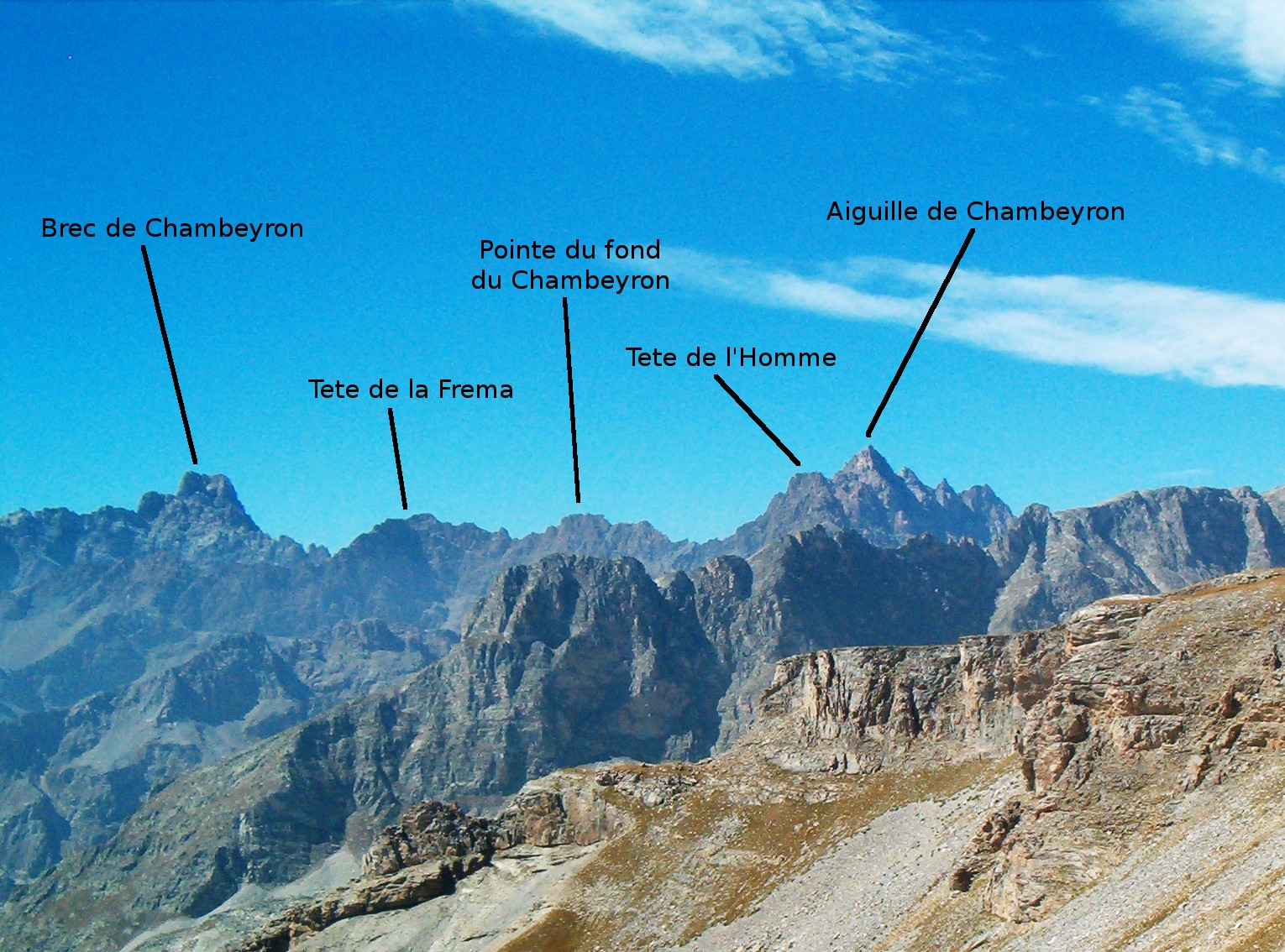
Chaîne principale du massif vue du sud

Randonnée pédestre sans escalades
- Massif de Chambeyron
- Aiguille de Chambeyron

Montagne avec équipement supplémentaire
- Brec de Chambeyron

### Loisirs hivernaux
Ski piste, randonnée, demi-fond, fond

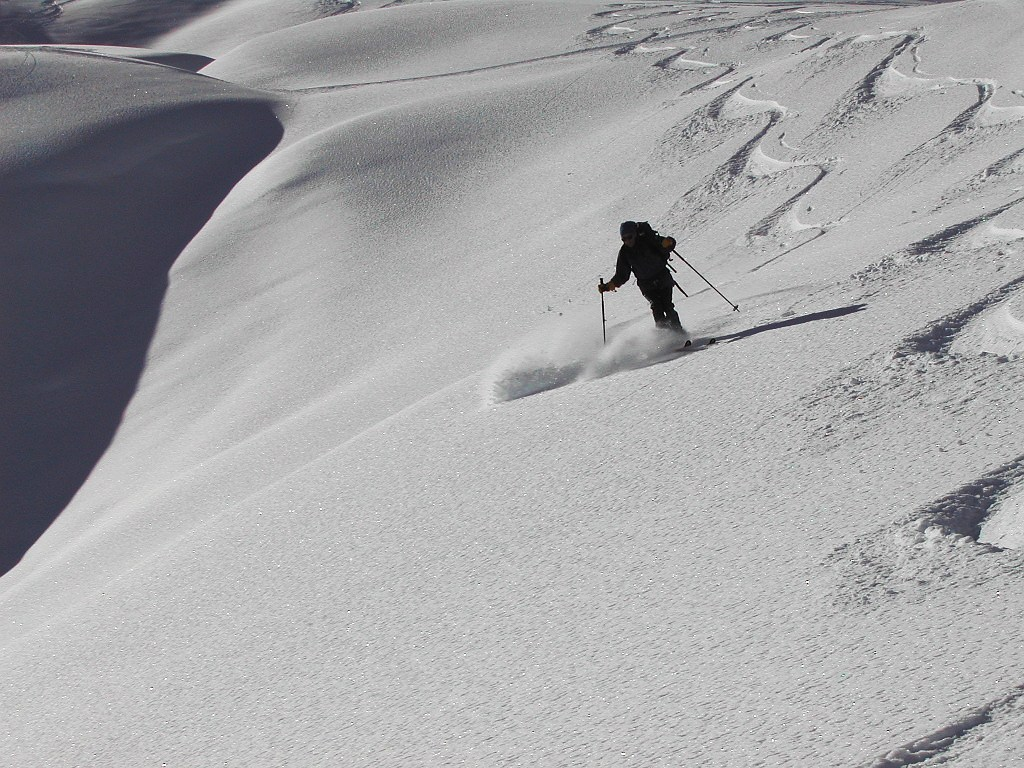
Dans la poudreuse

- Un petit télésiège a fonctionné quelques années à partir de 1960.
- Les élus ont maintes fois évoqué la création d'une véritable station de ski sans jamais aboutir (accès).
- Randonnée : très pratiquée.
- Demi-fond, fond : pratiqué entre autres par l'association SPMS.

### Refuges
Refuge gardé
- Refuge du Chambeyron (2626 m)

Refuges non-gardés
- Bivouac Renato Montaldo (3200 m, accès difficile)

Abris ou aires de camping sommaires
Un panneau sommaire annonce pour l'année 2015 une aire naturelle de camping. Cette appellation normalisée impose entre autres que chaque emplacement ait une surface de 400 m2 réservée minimum.

### Commerces
- Gite-auberge Les-Granges : un jeune couple à la carrure appropriée, Odilon et Ines Ferrant (guide), l'animent. Le lieu s'étoffe nettement et maintenant des ânes sont à louer.
- Bar-auberge chez Bourillon : aujourd'hui, Jean-Marc, fils de Jean B a repris le flambeau. Il fut très animé par Jean. Cette forte personnalité locale, (1924 Fouillouse, décédé à 89 ans le 12 mars 2013), pendant environ 50 ans, a maintenu un accueil toute saison permettant le bon casse-croute. Il a été guide jeune et renseignait les alpinistes. Il a eu le très fort mérite de tenir le coup tous les hivers là-haut.
- Une petite épicerie : depuis juillet 2015, une vraie épicerie s'est ouverte.

### Industrie
Depuis l'année 1980, une société a créé une centrale hydroélectrique qui récupère de l'eau de la Baragne (à 1 850 m d'altitude) sous Fouillouse et turbine à 1 500 m sous 350 m de dénivelé (environ 2 MW installé).

### Services collectifs
- Panneau communal d'information : Il est au centre du hameau. (N° d'urgences etc.)
- Déneigement : Tous les jours en conditions standard.
- Déchets :
  - Ordures ménagères standard : Au centre du village, il y a un local poubelle municipal pour les sacs poubelles fermés (sur l'ancien parking central).
  - Tris sélectifs : Comme les camions de collecte ne passent ni sur le pont, ni dans le tunnel, les containers sont au chef-lieu. Les plages d'ouverture du centre de tri sont très larges.
  - Encombrants : Téléphonez à la déchetterie qui les enlèveront si s'est convenu ou à la mairie.
- Boite aux lettres : Elle se trouve au centre du hameau, sur le montant du panneau communal d'affichage.
- Ramassage scolaire : Une navette prend les enfants là seulement un jours de classe sur deux.
- Communications téléphoniques : Filaire : parking central avec système de carte prépayée; Portable : La zone couverte, la plus proche du village, est à 150 m en redescendant la route vers le parking visiteur aval.
- Borne incendie : Il y a deux bornes, mais un bassin de rétention est prévu rapidement car il est nécessaire.
- Distribution d'eau : Une installation de traitement et un bassin de décantation sont au programme des travaux 2015.

### Festivités
La fête traditionnelle est celle de la Saint Jean-Baptiste en juin.

## Histoire

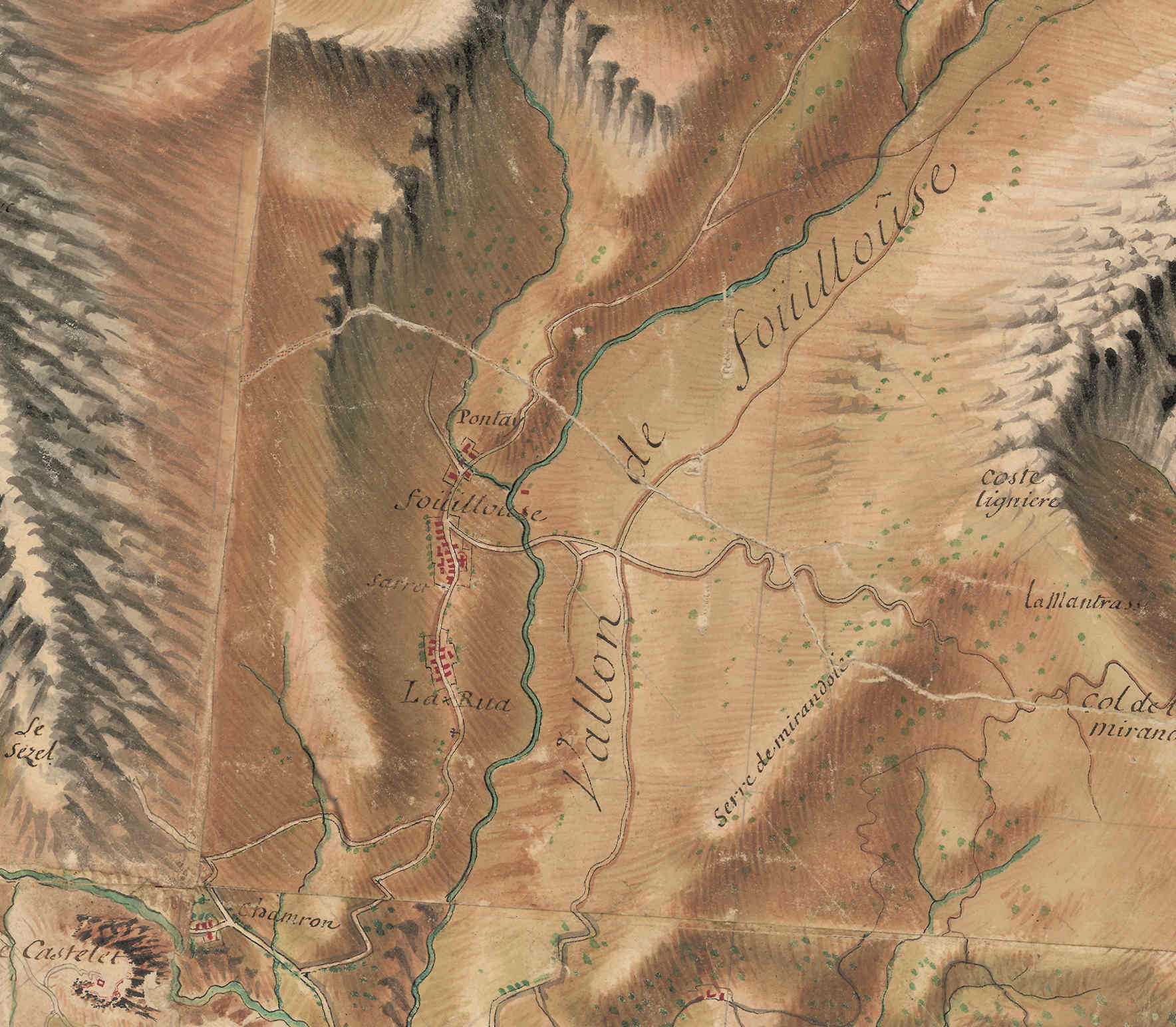
Carte établie entre 1749 et 1755 sous la direction de Pierre Joseph de Bourcet, ingénieur militaire. Aquarelle, dessinées au 1/14 400e.

## Lieux, monuments et éléments artistiques

### Édifices et ornements à caractère religieux
Historiquement toujours isolé et peu peuplé, le hameau a été malgré tout érigé en paroisse en 1534.

#### L’église Saint-Jean-Baptiste

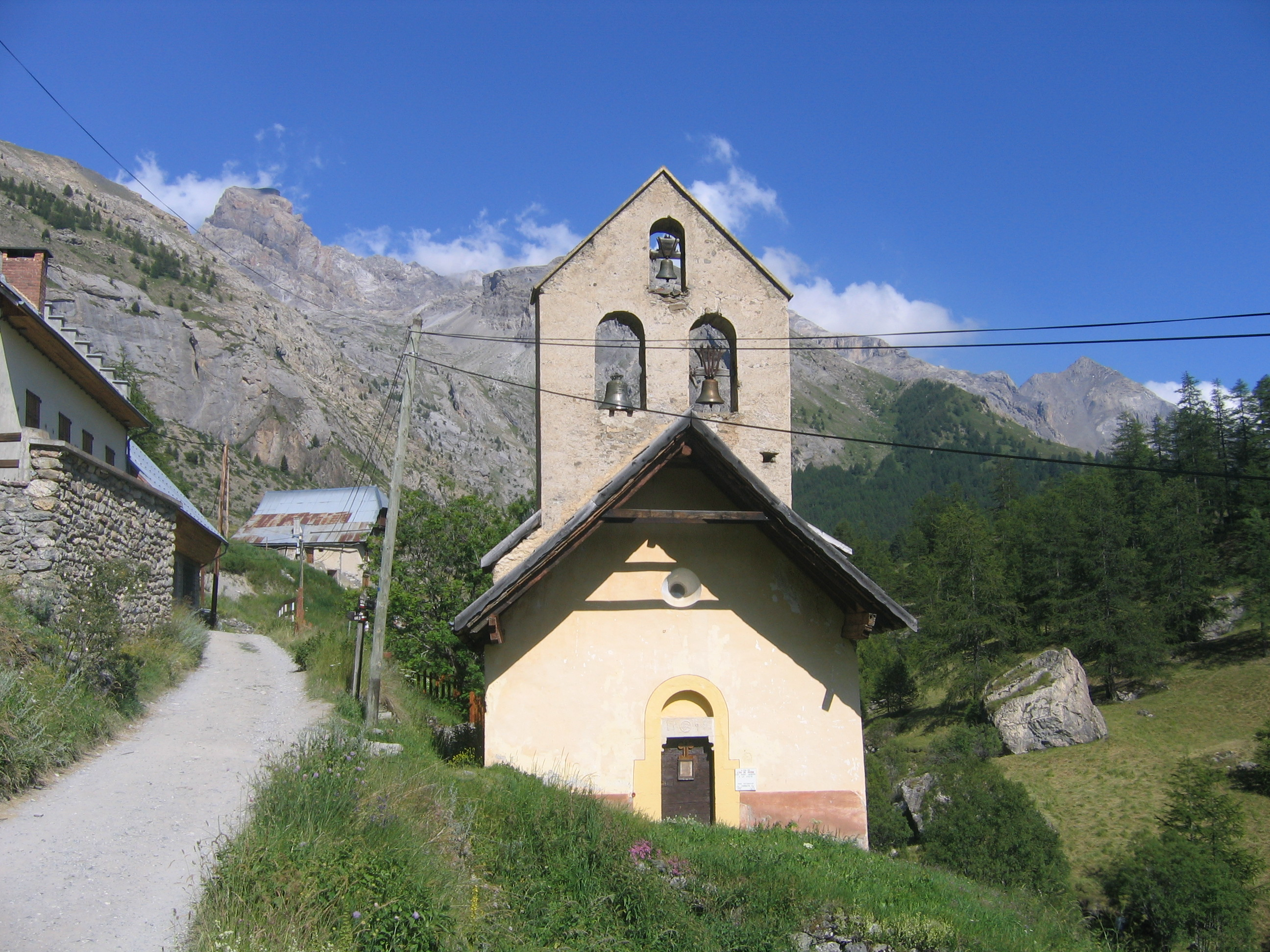
L'église de Fouillouse et le Brec de Chambeyron en arrière-plan à gauche.

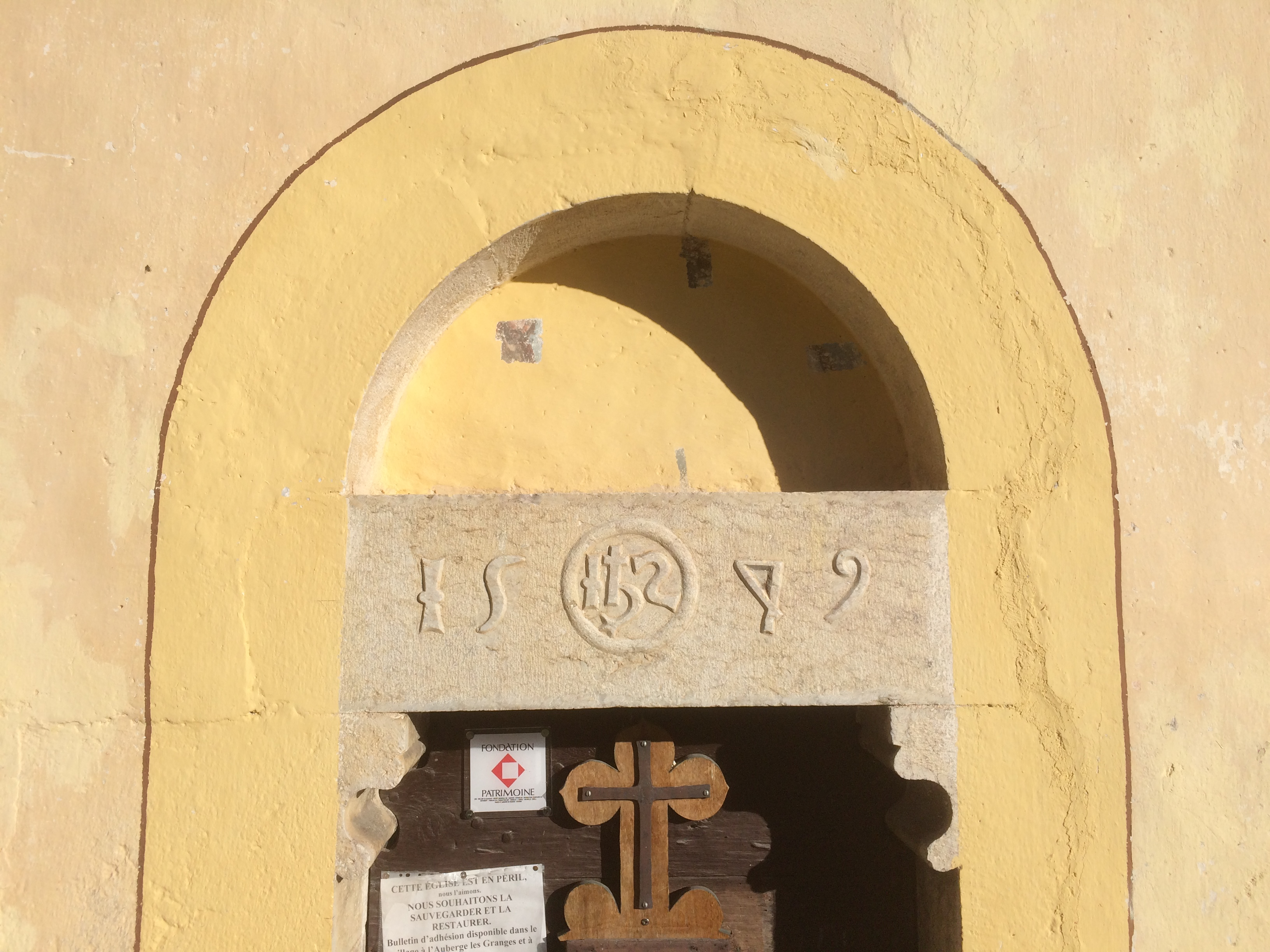
Linteau de l'entrée de l'église (date 1579)

Elle est centrale, légèrement en amont de Fouillouse. Elle fut reconstruite en 1549, avec une voûte en berceau brisée plus tardive. Son clocher-mur, à trois baies, est de belle taille. Elle possède quelques statues dont deux bustes-reliquaires d’un style assez fruste saint Jean-Baptiste, saint Jacques du XVIIe siècle, et un Christ en poutre de gloire (classé). Les reliquaires sont dans un style précis courant et simple. Elle possède aussi un antependium très rare, en tapisserie du XVIIe ou du XVIIIe siècle, classé. L'église avait été rénovée intérieurement en 1932. Le tremblement de terre du printemps 1959 avait fortement endommagé la voûte du chœur qui a été réparée sur initiatives individuelles.
Depuis 2006 l'association « Les Amis de Fouillouse » a pris en main les urgences de restauration de l'édifice : cloches, drainage, tirants de stabilisation des murs d'appuis latéraux portant la voûte, maintien du terrain en terrasses, enduits, fresques, etc. Cette association avec la Fondation du patrimoine collecte des dons car les besoins sont énormes. En 2014, une fresque de Vierge enceinte a été découverte en déplaçant le tableau du fond de la chapelle latérale-sud. Stimulée par cette découverte, une campagne de sondages en 2015 a été financée et réalisée. Elle a montré que l'ensemble de l'église est recouverte de fresques sous l'enduit. Lors de la visite consécutive de la Direction régionale des Affaires culturelles le conservateur déclare qu'elle est un « joyau inestimable »[réf. nécessaire]. Il entame actuellement[Quand ?] la rédaction d'un dossier de classement au patrimoine religieux. Il déclare[réf. nécessaire] que cette découverte de fresque supposée du XVIe siècle est peu étonnante quand on connaît la partie piémontaise du massif où ce genre de richesse est assez répandue. Une seconde campagne de sondage des fresques sous enduit a été validée par le conseil municipal et son financement est à l'étude.
L'église a été classée aux Monuments Historiques le jeudi 13 décembre 2018.

#### Le cimetière
Il se trouvait au pied de l'église, mais vers 1880 à la suite d'importantes inondations, il a été installé au-dessus du chemin.

#### La chapelle des Pénitents
Elle était contiguë à l'église et juste au-dessus du chemin axé perpendiculairement à celui-ci. Elle a été ruinée par un incendie assez récemment en 1955 à la suite de l'incendie de la maison mitoyenne Roux,. Sa dimension était assez importante (dans les mêmes proportions qu'à Saint-Paul et Maurin : la moitié de la surface de l'édifice principal). Une partie des décors ont été sauvés avant que les flammes progressent ; particulièrement deux statues, mais aussi la bannière et quelques ornements. Selon la fille ainée du docteur Pierre Groues, Michèle, sa maman qui projetait le jour de l'incendie d'emmener des amis visiter Fouillouse avait eu en songe, pendant la nuit, la vision du feu. Arrivée là-haut, elle eut juste le temps de sauver des mobiliers. Sur le site Fondation du patrimoine il est dit qu'il semble qu'ai précédé à la confrérie, avant la réforme, une autre dédié au Saint-Rosaire[style à revoir].

#### Le presbytère
Ce fut la maison cadastrée 499 au quartier Le Serret. L'association de l'église indique qu'elle pense qu'à l'origine, il était plus central et aurait été détruit en 1706 par une avalanche (18 morts).

### Cadrans solaires
- Le plus ancien date de 1805 et porte une légende courante « Mortel sais-tu à quoi je sers ? À marquer les heures que tu perds », œuvre d’Armand Peloux ;
- également d’Armand Peloux, de 1808 avec la même devise ;
- un autre datant de 1860, et un dernier de 1992.

### Ouvrages militaires
- Ouvrage d’infanterie de la Plate Lombarde (Fouillouse) (construction 1932-1935), appartenant à la ligne Maginot des Alpes. Il est assez grand, mais tout enterré, cela ne laisse pas imaginer sa taille. Il est clos aux visites non-accompagnées, mais plusieurs accompagnateurs officiels, habilités et guides peuvent vous faire visiter l'ouvrage. En général, ceux-ci combinent cette visite dans un programme plus large à partir du village. Un site peut apporter des informations complémentaires. Il comporte beaucoup de photos mais pas les dimensions exactes[réf. nécessaire][15].
- Blockhaus du Châtelet (1938-1939), construit sur cet éperon déjà fortifié au XVIIIe siècle.

### Exploitation de la force hydraulique, moulins à Fouillouse
- Deux moulins sont visibles sur la carte de Cassini. Celui qui se trouvait en contrebas de l'église est visible sur les anciennes photos du lieu.
- La carte d'État-Major 1856 indique trois moulins très proches les uns des autres (un rive gauche et deux rive droite) à cet endroit. Même si cela peut paraître étonnant, sur ce point là, ces cartes sont de confiance. Albert Manuel rajoute que celui dessous l'église, rive gauche, fut exploité, couplé avec une scierie, jusqu'en 1900 par M. Pelloux. Il place un autre en contrebas du village, là où est l'actuelle prise d'eau de la centrale hydraulique, exploité jusqu'en 1905 par la famille Groues dite Beppet.
- La carte de Bourcet de 1754 en représente un au Pontay. En effet, clairement une maison enjambe la Baragne et fut donc clairement un moulin.
- Une récente centrale hydraulique a sa prise d'eau très visible sous le village.

## Personnalités liées au hameau
- Abbé Pierre : le patronyme « Grouès », est un patronyme du département : on le trouve aussi à Maurin, Larche, Fouillouse, et Barcelonnette. Antoine Grouès est le fils de Joseph Grouès, berger de Fouillouse qui fut le père de Henry Grouès dit l'Abbé-Pierre : Joseph Grouès venant vendre la laine de son troupeau à Lyon devient drapier et vendeur de tissus et s'y installe définitivement. La Fondation Abbé Pierre qui est très dynamique en réinsertion émane de lui.
- Docteur Pierre Groues : proche parent de l'abbé Pierre, fut très apprécié dans la vallée, souvent désigné Pierrot, le Saint. Il reçut de très nombreuses décorations pour son dévouement. L’hôpital de Barcelonnette en porte d'ailleurs le nom. Né le 7 décembre 1909 à Barcelonnette, il décéda le 6 décembre 1966 à la veille de ses 57 ans d'une sclérose latérale amyotrophique (maladie neurologique à dégénérescence progressive) qui le fit beaucoup souffrir. illustrant son dévouement, sa fille ainée Michèle dit que pour un accouchement qui s'annonçait délicat (dernière fille de la famille Tiénon Signoret, La Barge), un jour de tourmente avec de fortes chutes de neige, janvier 1960, nuit tombante, partit de Barcelonnette pour rejoindre Saint-Paul-sur-Ubaye, (25 km) ,demanda au forgeron Gaston Pons, son ami de l'accompagner à ski rejoindre La Barge (11 km). Lever du jour, arrivant, ils découvrir le joli bébé né sans eux[réf. nécessaire].
- Docteur Marius Devars : contemporain du précédent, le tout aussi réputé docteur Marius Devars (Fouillouse 1866-1946)[16]. Il consulte sur toute la vallée avec autant de zèle que Pierrot le précédent, cité ci-dessus et pendant 50 ans. E. Charpenel raconte que très dépendant pour ce sacerdoce de sa monture, rentrant souvent très tardivement, il avait dans son écurie, une vache. Elle était là en permanence pour seulement éviter que l'écurie du fidèle équidé ne se refroidisse. Une rue de Barcelonnette porte son nom. Ayant fait dentaire alors que son frère était tout jeune médecin installé à Barcelonnette, décédé prématurément, il se forma alors à la médecine aussi. Il exerça les deux activités[17].
- Germaine Meyran : née à Fouillouse (1922-2013), sœur ainée du guide (et aubergiste) Jean-B. Bourillon cité ci-dessous. Elle eut tout une vie de labeur (ferme au Gleizolles et Hôtel du Parpaillon de La Condamine-Chatelard) et une vie de prière ; on venait de toute la région pour être soigné de brulures. Elle fut la co-créatrice de l'actuelle association pour la restauration de l'église.
- Claire Bourillon (née Rambaud): "la petite étrangère du dedans" comme cité dans la revue Ubaye Vallée édition spéciale, épouse du fils de JeanB Bourillon, fut la cofondatrice de l'Association « Les Amis de Fouillouse » en 2006 pour la restauration de l'église St Jean Baptiste et de son clocher. Présidente de l'Association (2006/2010). Petit bout de femme dynamique et passionnée d'art. Par son action elle fut honorée et choisie comme la marraine de la nouvelle cloche (en remplacement de "Marie Jeanne" )en 2009. Cette nouvelle cloche fut bénie par Monseigneur LOIZEAU, Evêque de Digne.
- Joël Robert  : il est surnommé le poète du Chambeyron ; avec Germaine et Claire, ils sont tous les trois à l'origine de la création de l'association de restauration de l'église. Il fut un candidat malheureux aux élections départementales en 2004. En 2012, il a publié un recueil de 43 poèmes imprimé à Digne, Arc en ciel .
- Jean-Baptiste Bourillon: (1923-2014) dit Jeannot, aubergiste et guide, fut le dernier natif à avoir résidé toute sa vie à Fouillouse .

## Toponymie et microtoponymie

### ToponymeFouillouse
Ce toponyme est assez répandu désignant un espace de couvert végétal feuillus, mais aussi de buissons. Par exemple : un village des Hautes-Alpes (sous les formes occitanes Folhosas en 1493 Foulhouse en 1497 Fulhosa), un quartier de Châteauneuf-sur-Isère, un quartier de Matour, de Perrigny-sur-Loire, de Romenay en Saône-et-Loire, un prieuré de Saint-Jean-la-Fouillouse (Lozère, France).   Très proche (13 km), le toponyme Feuillas se trouve à une altitude surprenante, sur la frontière au sud-est de la tête de Moïse : le col des Feuillas (2 750 m d'altitude) et la Tête des Feuillas (2 864 m d'altitude). François Arnaud dans son dictionnaire a mis un item Foullousa : Nom de lieu, garni d'herbes épaisses, ou de rameaux feuillus. La question est ouverte d'identifier dans les feuillus concernés (bien que de grand arbres paraissent incompatibles proches des maisons à cette altitude avec les rafales plus fortes et orienté dans le sens du vent dominant) (Sur la carte de 1754 De Bourcet les clôtures systématiques autour des hameaux sont doublées de dessins systématiques de buissons ou d'arbres représentés par des tâches vertes) : 
Les arbres potentiellement concernés
- Tremble: ce feuillu courant à cette altitude se présente en couvert végétal groupé (reproduction par marcotage) (le vallon de Maurin à proximité nous en offre un bon exemple). À Fouillouse les anciens disent qu'il y avait un bosquet ou deux qui ont disparu[réf. nécessaire]. Il en pousse parfois effectivement à des altitudes exceptionnelles de plus de 2 000 m. Le toponyme du refuge de Trémeau (pied du col de Sautron, ruiné en 1944) aurait une origine lié au tremble[19]. Le tremble pousse par bosquets

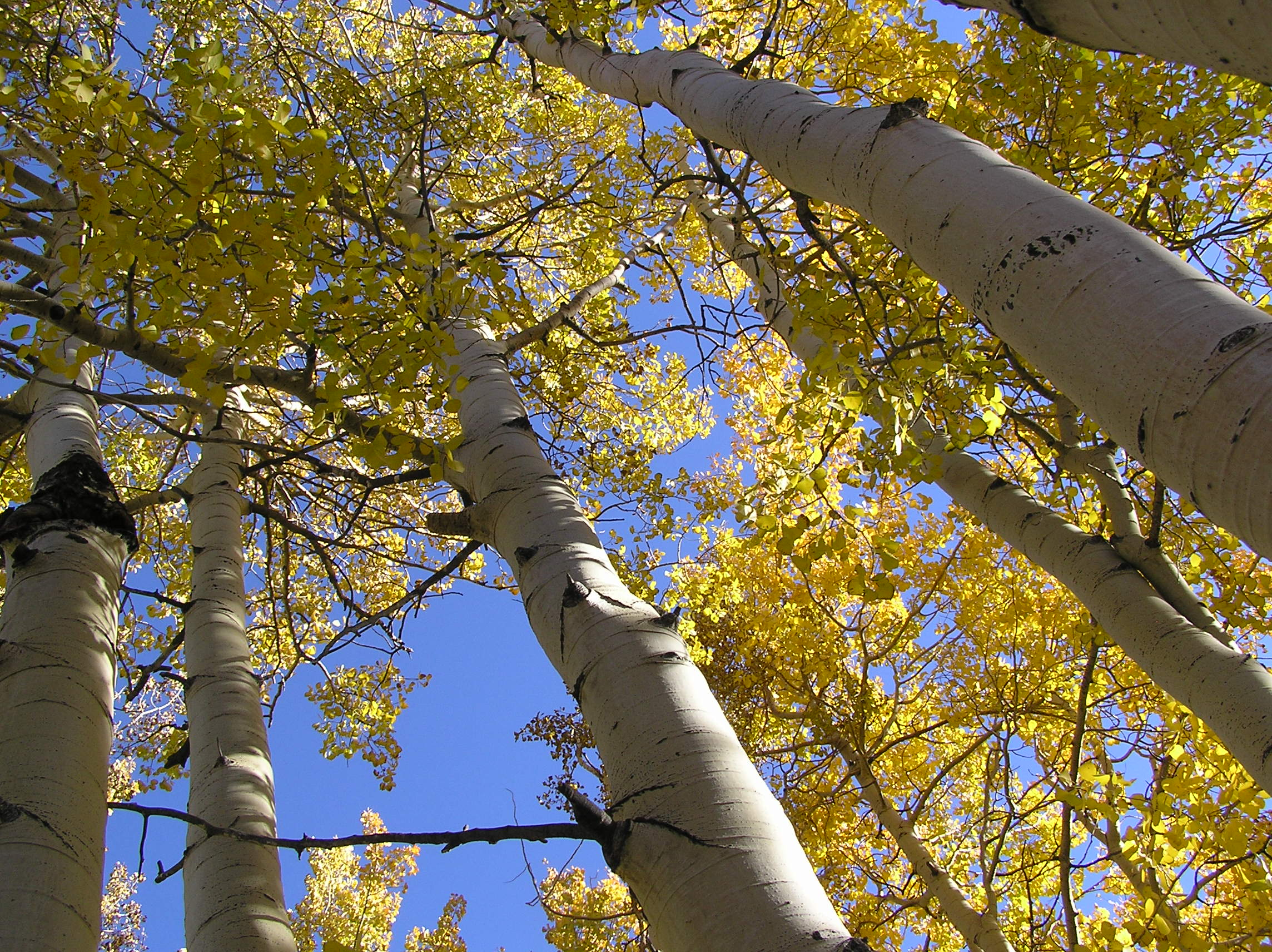
Le tremble pousse par bosquets

- Orme: Une parcelle porte le nom les Oulmes, c'est-à-dire « les ormes », le mot occitan qui revêt divers aspects : orme, òrme, òlme, ome en vivaro-alpin[20] est proche des formes relevées dans les dialectes d'oïl, oulme, orme, etc., tous issus du gallo-roman Ulmu (latin ulmus). Il fut très présent sur la commune jusqu'au XVIIIe siècle car la toponymie et les quelques ormes malades de la commune sont contigus de très vieilles souches. Ils ont été décimés par la maladie fongique, graphiose de l'orme. L'un des derniers grands ormes sur son territoire se trouvait dans la Blachière du vallon de Maurin. Il était à l'origine du micro-toponyme l’arbre-inconnu en amont des eaux-douces, au pied du torrent des Houerts. Au bord de la route à Serennes, les quelques très gros troncs morts en sont. Dans le chef-lieu, il en reste aussi quelques-uns encore vivants. D'autres ormes, pas si âgés, sont disséminés çà et là, mélangés aux peupliers, frênes, hêtres et érables du long talus inférieur. L'accès par Fouillouse à Saint-Ours, très proche, comporte le toponyme d'altitude Tête de l'Homme, 2 504 m, prolongement de l'arête du col de Mirandole. Peut-être est-il lié à cette présence de feuillus dans le vallon de Bouchier (prononciation [buʃe]). Encore plus sommitale, à l'opposé, proche, côté Est, à 5 km, dans le massif, le Brec de l'Homme, 3 211 m, direction S-W vers Pra-Loup à 25 km Le Serre de L'Homme 2 320 m.
- Châtaignier: François Arnaud nous rapporte le nom d'une excellente source abondante dans le vallon au pied du Massour (Nord du col de Stroppia) qu'il nomme fouent das Chastans = source des châtaigniers. Le pluriel écarte très légèrement l'hypothèse de la désignation par le nom des propriétaires de la parcelle ou des bergers utilisant la source, Familles Chastan. Ce nom de famille courant à Guillestre. Il est plus courant que les noms de famille composant un toponyme soit au singulier, mais c'est seulement une tendance.
- Les arbustes : sorbier, alisier, noisetier, et bien d'autres...

Cette hypothèse sémantique végétale feuillu, n'est pas suffisamment approfondie. Elle pourrait être facilement évaluée par l'étude des toponymes des parcelles cadastrales. Avant les grands déboisements du Moyen Âge le paysage était radicalement différent.

### HydronymeBaragne
Il est expliqué selon deux hypothèses: 
- L'une invoque l'occitan baragna (baragno) « haie », mais employé ici dans le sens de « haies broussailleuses »[21].
- L'autre propose un dérivé de l'occitan barra (barro) qui désigne une barre rocheuse. Là, c'est le cas; l'eau du cirque de Chambeyron qui disparait par infiltration ressort en aval par plusieurs sources pérennes, à débit permanent, le long de la barre[22]. Notre toponymiste locale publiant en 1906, désigne torrent « Béal de las Baragnasses » dont la terminaison locale asses est un augmentatif pluriel que l'on peut traduire « torrent des grandes barres »[23].